# You Young-Dae
You Young-Dae es un deportista surcoreano que compitió en taekwondo. Ganó una medalla de oro en los Juegos Asiáticos de 2006, y una medalla de oro en el Campeonato Asiático de Taekwondo de 2006.

## Palmarés internacional
| Juegos Asiáticos    | Juegos Asiáticos    | Juegos Asiáticos | Juegos Asiáticos |
| Año                 | Lugar               | Medalla          | Categoría        |
| ------------------- | ------------------- | ---------------- | ---------------- |
| 2006                | Doha (Catar)        | Medalla de oro   | –58 kg           |
| Campeonato Asiático |                     |                  |                  |
| Año                 | Lugar               | Medalla          | Categoría        |
| 2006                | Bangkok (Tailandia) | Medalla de oro   | –58 kg           |